# Ursycyn
Ursycyn (łac. Ursicinus) – rzymski dowódca wojskowy z IV wieku n.e.
W pierwszej połowie lat 50. IV wieku Ursycyn dowodził rzymskimi siłami w Nisibis (dziś Nusaybin) na granicy z Persją, służąc w randze dowódcy jazdy (łac. magister equitum). W 353/354 r. został odwołany do Antiochii (dziś Antakya) przez cezara Gallusa panującego we wschodniej części Cesarstwa Rzymskiego. W tym czasie panował tam terror rozpętany przez obawiającego się o swą władzę Gallusa. Nie jest jasne, czy Ursycyn brał osobiście udział w wydawaniu wyroków śmierci na ofiary terroru, czy też był jedynie biernym obserwatorem wydarzeń.
W 354 r., już po usunięciu Gallusa przez jego zwierzchnika, cesarza Konstancjusza II, Ursycyn został odwołany ze wschodniej części Cesarstwa Rzymskiego, sprowadzony do Mediolanu i oskarżony o zbrodnię obrazy majestatu cesarskiego na skutek dworskich intryg.
Nie doszło jednak do procesu, bowiem w 355 r. Ursycyn, jako kompetentny dowódca, został wysłany z nieliczną świtą do Galii, by stłumić w zarodku bunt uzurpatora Sylwanusa. Ursycynowi udało się zdobyć zaufanie buntownika, wejść do jego najbliższego otoczenia i przekonać go, że popiera uzurpację, a następnie, w porozumieniu z częścią jego własnych żołnierzy, zgładzić go i stłumić rebelię w Kolonii nad Renem.
W 356 r. Ursycyn uczestniczył w pierwszej kampanii przeciw Germanom, którzy pustoszyli od kilku lat Galię, w której aktywny udział wziął cezar Julian Apostata.
W 357 r. został z rozkazu Konstancjusza II przeniesiony na Wschód, gdzie groziła Rzymianom wojna z Persją króla Szapura II. Stamtąd Ursycyn został ponownie odwołany, ale w drodze na zachód cesarz Konstancjusz II anulował swój rozkaz i w obliczu pewnej już wojny z Persją, ponownie oddelegował Ursycyna na pogranicze rzymsko-perskie, aby powstrzymał spodziewaną inwazję. Kampania zakończyła się jednak dla Rzymian niepowodzeniem. Ursycyn dostał się w zasadzkę, z której zdołał się wprawdzie wydostać, ale w której stracił swój oddział i nie był w stanie przyjść z odsieczą rzymskiej twierdzy Amidzie, która po 72 dniach obrony wpadła w ręce Persów.
Z powodu tych niepowodzeń, w 360 r. Ursycyn został ostatecznie odwołany i pozbawiony zajmowanych stanowisk.